# Podutik
Podutik je manjše naselje na zahodnem delu Ljubljane. Leži ob zahodni ljubljanski obvoznici, pod hribom Toško čelo . Najlažji dostop iz centra mesta je skozi Zgornjo Šiško in Koseze po Podutiški cesti, po kateri vozita tudi mestni avtobusni liniji št. 5 in N5), ki Podutik povezujeta s Štepanjskim naseljem oz. Bavarskim dvorom.
Iz Podutika je možno po asfaltni cesti priti skozi Stransko vas v kraj Dobrova ali na Toško Čelo.
V bližnji okolici se nahaja Kucja dolina z Velikim in Malim Brezarjevim breznom.